# Renato Caccioppoli
Renato Caccioppoli (Napoli, 20 gennaio 1904 – Napoli, 8 maggio 1959) è stato un matematico italiano.
Con la sua opera e la sua personalità di uomo e di scienziato, esercitò un'influenza decisiva sullo sviluppo dell'analisi matematica in Italia, su un'intera generazione di analisti italiani che ebbe modo di attingere da lui nuove idee, indirizzi e ispirazioni in un periodo in cui l'Italia si era isolata culturalmente dal resto del mondo.

## Biografia
Era figlio di Giuseppe (1852-1947), noto chirurgo napoletano, e della sua seconda moglie, Sofia Bakunina (1870-1956), figlia del rivoluzionario anarchico e filosofo russo Michail Bakunin. Sua zia era Maria Bakunin (Marussia), docente di chimica nell'ateneo partenopeo.
Dopo aver trascorso l'infanzia ad Avella presso le zie e conseguito il diploma di Istituto Tecnico e la Maturità Classica, nel 1921 si iscrisse a Ingegneria, ma nel novembre 1923 passò a Matematica. Subito dopo la laurea, nel 1925 diventò assistente di Mauro Picone che in quell'anno fu chiamato all'Università di Napoli dove rimase fino al 1932. Picone scoprì subito le sue doti e lo spinse alla ricerca in analisi matematica. Nel corso dei successivi cinque anni Caccioppoli pubblicò una trentina di lavori su argomenti sviluppati in completa autonomia che gli fecero ottenere un premio ministeriale per la matematica e nel 1931, vincendo il concorso a 27 anni, la cattedra di Analisi algebrica all'Università di Padova. Nel 1934 tornò a Napoli per coprire la cattedra di Teoria dei gruppi; passò poi alla cattedra di Analisi superiore e dal 1943 a quella di Analisi matematica.
Nel maggio del 1938 tenne un discorso contro Hitler e Mussolini, in occasione della visita del dittatore nazista a Napoli: insieme con la compagna, Sara Mancuso, pagò un'orchestrina in un bar per fargli suonare la Marsigliese, inno nazionale della Francia, dopodiché cominciò a parlare contro il fascismo e il nazismo in presenza di agenti dell'OVRA. Fu nuovamente arrestato ma sua zia, Maria Bakunin, all'epoca docente di Chimica a Napoli, riuscì a farlo scarcerare convincendo le autorità dell'incapacità di intendere e di volere del nipote. Caccioppoli fu così internato, ma continuò gli studi di Matematica e a suonare il pianoforte. La sua attività di convinto antifascista si espresse anche in atti di sarcastica presa in giro del regime. È noto, ad esempio, che durante l'epoca fascista, a seguito del divieto per gli uomini di passeggiare con cani di piccola taglia (secondo i fascisti per "salvaguardia della virilità"), era solito girare per Napoli con un gallo al guinzaglio.
Nel 1931 divenne socio corrispondente dell'Accademia di Scienze Fisiche e Matematiche di Napoli, passando a socio ordinario nel 1938, nel 1944 socio ordinario dell'Accademia Pontaniana, nel 1947 socio corrispondente dell'Accademia Nazionale dei Lincei e socio nazionale nel 1958. Fu anche socio corrispondente dell'Accademia patavina di scienze, lettere ed arti. Negli anni dal 1947 al 1951 diresse con Carlo Miranda la rivista Giornale di matematiche fondata da Giuseppe Battaglini. Nel 1948 entrò come membro del comitato di redazione degli Annali di Matematica Pura ed Applicata e dal 1952 fu membro del comitato di redazione di Ricerche di Matematica.
Il 29 giugno 1939 sposò in municipio Sara Mancuso, conosciuta sedicenne nel 1936.
Nel dopoguerra si avvicinò al Partito Comunista Italiano, pur non prendendo la tessera del partito.
Il 15 febbraio 1947 fu ammesso come socio all'Accademia dei Lincei, lo stesso giorno dell'ammissione di sua zia Maria Bakunin, episodio unico nella storia della prestigiosa accademia scientifica italiana.
Nel 1953 l'Accademia dei Lincei gli conferì il Premio Nazionale di Scienze Fisiche, Matematiche e Naturali.
Negli ultimi anni le delusioni della politica e l'abbandono della moglie (che si legò a Mario Alicata), unite forse all'affievolirsi della vena matematica, lo portarono all'alcolismo. L'8 maggio 1959, si suicidò con un colpo di pistola nella sua casa di Palazzo Cellammare. È sepolto nel Cimitero di Santa Maria del Pianto.

## Attività scientifica

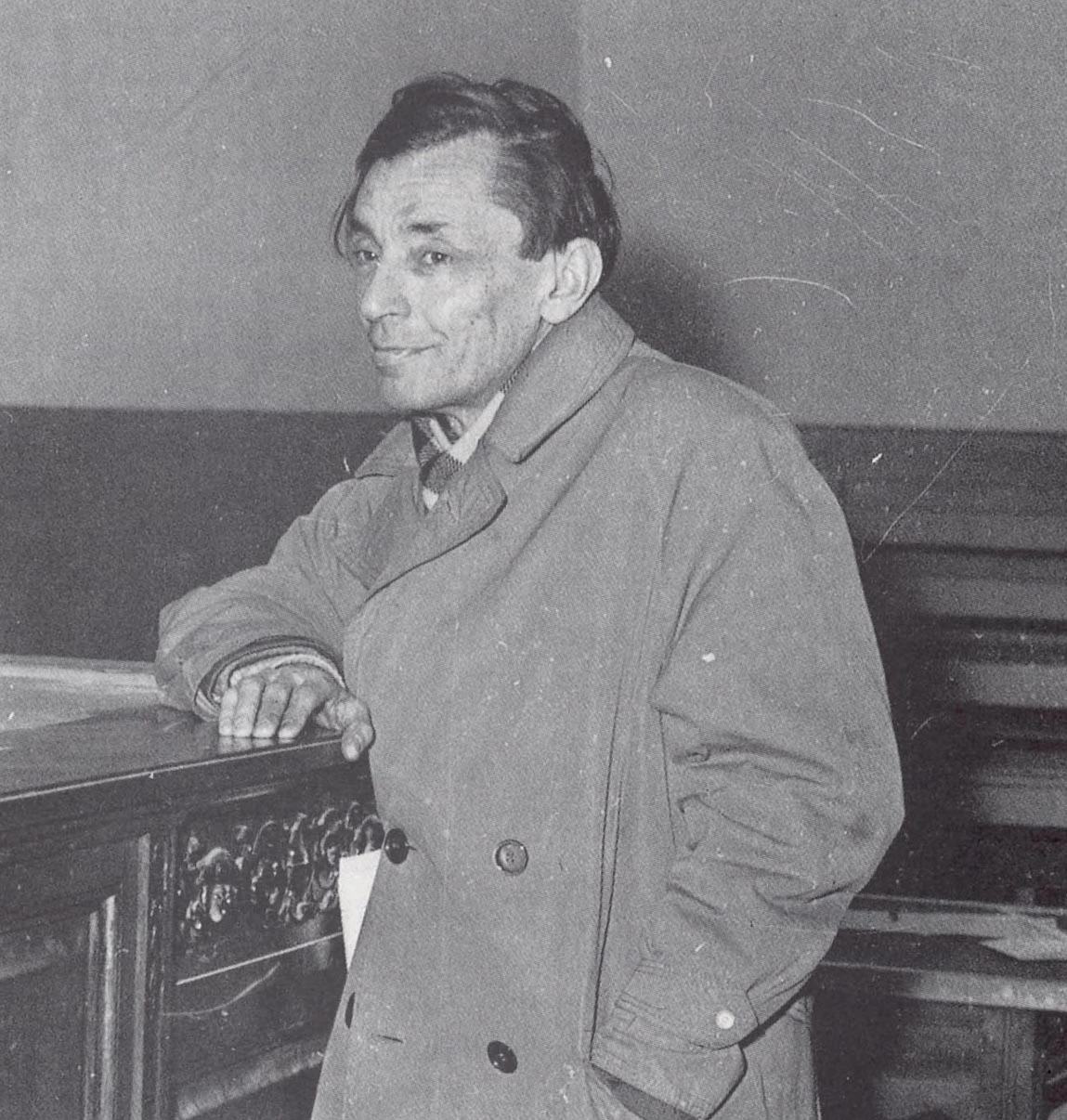
Renato Caccioppoli ritratto a fine anni 50 nel dipartimento di matematica dell'Università Federico II.

I suoi studi più importanti, su un totale di circa ottanta pubblicazioni, riguardano l'analisi funzionale e il calcolo delle variazioni.
A partire dal 1930, si dedicò allo studio delle equazioni differenziali, utilizzando per primo l'approccio topologico-funzionale. Proseguendo su questa strada, nel 1931 estese il teorema del punto fisso di Brouwer, applicando i risultati ottenuti sia dalle equazioni differenziali ordinarie sia da quelle alle derivate parziali.
Nel 1932 introdusse il concetto generale dell'inversione della corrispondenza funzionale, mostrando che una trasformazione tra due spazi di Banach è invertibile solo se è invertibile localmente e se le uniche a divenire successioni convergenti sono le successioni compatte.
Tra il 1933 e il 1938 applicò i suoi risultati alle equazioni ellittiche, stabilendo i limiti maggioranti per le loro soluzioni, generalizzando il caso bidimensionale di Bernstein. Contemporaneamente studiò gli insiemi di funzioni definiti in {\displaystyle \mathbb {C} ^{n}}, dimostrando nel 1933 il teorema fondamentale sulle famiglie normali di variabili complesse: se una famiglia è normale rispetto a ogni variabile complessa, lo è anche rispetto all'insieme delle variabili.
Nel 1935 Caccioppoli dimostrò l'analiticità per le soluzioni delle equazioni ellittiche di classe C2, dando così lo spunto per la risoluzione del diciannovesimo problema di Hilbert, uno dei 23 problemi matematici stabiliti dal matematico tedesco. La dimostrazione fu poi data, nel 1957, dal matematico italiano Ennio De Giorgi, allora borsista presso l'IAC. Proprio all'IAC De Giorgi e Caccioppoli si incontrarono ripetutamente.
Il 1952 vide pubblicata la summa dei suoi lavori sull'area di una superficie e sulla teoria della misura, con l'articolo Misura e integrazione degli insiemi dimensionalmente orientati, (Rendiconti dell'Accademia Nazionale dei Lincei, s. VIII, v.12). L'articolo riguarda specialmente la teoria degli insiemi dimensionalmente orientati, vale a dire un'interpretazione delle superfici come frontiere orientate di insiemi nello spazio. Vengono anche introdotti gli insiemi approssimanti in media tramite domini poligonali a perimetro limitato, ai quali Ennio De Giorgi diede il nome con cui sono divenuti noti, gli insiemi di Caccioppoli.
I suoi ultimi lavori, tra il 1952 e il 1953, riguardano le funzioni pseudoanalitiche, da lui introdotte estendendo alcune proprietà delle funzioni analitiche.
Grazie alla sua opera e ai suoi allievi - tra cui l'amico e collega Carlo Miranda, Mario Curzio, Renato Vinciguerra, Donato Greco, Renato Fiorenza, don Savino Coronato - si forma a Napoli un'importante scuola di matematici.

## Onorificenze
In sua memoria sono intitolati:
- Il Dipartimento di Matematica e Applicazioni dell'Università degli Studi di Napoli "Federico II";
- Il Premio Caccioppoli, assegnato dall'Unione Matematica Italiana;
- Il V Liceo Scientifico statale di Napoli e il liceo scientifico statale di Scafati (SA);
- L'asteroide 9934 Caccioppoli.

## Al cinema e nella letteratura
- Nel 1992 la sua personalità tormentata è stata ricordata da un film per il cinema diretto da Mario Martone e coprodotto da Rai Tre dal titolo di Morte di un matematico napoletano (in cui il suo ruolo fu sostenuto da Carlo Cecchi).

- Nello stesso anno uscì un libro del giornalista Piero Antonio Toma dal titolo Renato Caccioppoli, l'enigma.

- Lo scrittore Luciano De Crescenzo, nel suo libro Storia della filosofia greca. Da Socrate in poi del 1986, cita Renato Caccioppoli come docente di un suo esame, al termine del quale ricevette un "21 di scoraggiamento". Lo stesso De Crescenzo nel suo libro Ti porterà fortuna. Guida insolita di Napoli gli dedica un capitolo, all'inizio del quale dice di essere stato suo allievo e di usare questa circostanza per vantarsi, sottolineandone la grandezza.

- Lo storico italiano Giovanni Pugliese Carratelli a trent'anni dalla morte lo ha commemorato nel libro Renato Caccioppoli.[10]